# Zeeland (schip, 1901)
De Zeeland was een passagiersschip dat gebouwd werd in 1901 en leek op de Finland wat opbouw, masten en schoorstenen betrof. Ze waren eigenlijk zusterschepen. Het schip was 193 meter lang, wat behoorlijk groot was voor die tijd, en 20 meter breed. Ze mat 11.905 brt. Het werd ingezet op de passagiersdienst van de Belgische Red Star Line van Liverpool naar Boston. In september 1911 van Antwerpen - New York. Ze heeft ook onder Canadese vlag gevaren.
In februari 1915 werd het schip Northland genoemd en diende zowel als troepen transportschip als passagiersschip en maakte reizen voor de Shipping Controller tot 1919. In 1920 ging ze weer terug naar de Red Star Line, Liverpool en werd voor revisie en het ombouwen naar oliestook naar de werf in Belfast en Antwerpen gestuurd. Ze kreeg ook haar oude naam Zeeland terug.
18 Augustus 1920 voer ze weer van Antwerpen naar New York als schip van de Red Star Line en af en toe van Hamburg naar New York.
In 1924 werd de passagiersaccommodatie verbouwd tot alleen toeristen klasse. Haar tonnage was daarna 11.667 GRT.
In januari 1927 werd het schip verkocht aan de Atlantic Transport Line, Liverpool en vernoemd Minnesota. Ze voer naar Shanghai als troepen transport schip. In april 1927 maakte ze haar eerste reis van Londen naar New York. In oktober 1929 werd de Minnesota voor de sloop verkocht aan T.W. Ward en in 1930 werd ze gesloopt in Inverkeithing.